# Zoe Suțu
Zoe Suțu (grafiat și Zoe Sutzu, Zoe Soutzu) (nume la naștere Zoe Alexandrescu) (n. 1862, București - d. 1946, București) a fost fiica lui Nicolae Alexandrescu (fost cafegibașa la curtea lui Grigore al IV-lea Ghica), mare moșier și senator conservator, măritată la 18 ani cu George Emanuel Lahovari, iar după moartea acestuia într-un duel cu săbii, aceasta s-a recăsătorit cu principele Alexandru Suțu.
În jurnalul ei, redactat în limba franceză, descrie cum și-a pierdut primul soț, director și proprietar al ziarului L’Indépendance Roumaine, provocat la duel de Nicolae Filipescu, proprietarul ziarului Epoca, ce voia să-și "repereze" astfel onoarea atinsă de un articol al lui G. Em. Lahovary. În memoria sa, a ridicat, în 1903, Fântâna Lahovari realizată de sculptorul Carol Storck, amplasată în prezent în Piața Națiunilor Unite din București. Pe soclul monumentului este dăltuită inscripția: donațiune făcută de principesa Zoe Soutzu în memoria lui George Emanuel Lahovary.